# Malaysian Juniors 2014
Das Malaysian Juniors 2014 als bedeutendstes internationales Nachwuchsturnier von Malaysia im Badminton fand vom 9. bis zum 14. September 2014 in Kota Kinabalu statt.

## Sieger und Platzierte
| Disziplin    | Gold                       | Silber                        | Bronze                                       |
| ------------ | -------------------------- | ----------------------------- | -------------------------------------------- |
| Herreneinzel | Seo Seung-jae              | Cheam June Wei                | Muala Azman Muhammad Iqram                   |
| Herreneinzel | Seo Seung-jae              | Cheam June Wei                | Satheishtharan Ramachandran                  |
| Dameneinzel  | Ho Yen Mei                 | Kim Ga-eun                    | Lee Soo-jung                                 |
| Dameneinzel  | Ho Yen Mei                 | Kim Ga-eun                    | Yeo Jia Min                                  |
| Herrendoppel | Tan Jia Wei Soh Wooi Yik   | Po Li-wei Yang Ming-tse       | Lee Jun-su Seo Seung-jae                     |
| Herrendoppel | Tan Jia Wei Soh Wooi Yik   | Po Li-wei Yang Ming-tse       | Aaron Chia Sim Guo Zheng                     |
| Damendoppel  | Kim Ga-eun Kim Hyang-im    | Seong Ah-yeong Seong Na-yeong | Park Ga-eun Lee Yu-lim                       |
| Damendoppel  | Kim Ga-eun Kim Hyang-im    | Seong Ah-yeong Seong Na-yeong | Peck Yen Wei Yap Zhen                        |
| Mixed        | Chua Khek Wei Peck Yen Wei | Tan Jinn-hwa Eng Pui Yee      | Lee Chia-hao Hsu Wen-chi                     |
| Mixed        | Chua Khek Wei Peck Yen Wei | Tan Jinn-hwa Eng Pui Yee      | Jason Wong Guang Liang Citra Putri Sari Dewi |